# Классы загрязнённости воды
Для оценки качества воды в реках и водоёмах их разделяют по загрязнённости на несколько классов. Классы основаны на интервалах удельного комбинаторного индекса загрязнённости воды (УКИЗВ) в зависимости от количества критических показателей загрязнённости (КПЗ). Значение УКИЗВ определяется по частоте и кратности превышения ПДК по нескольким показателям и может варьировать в водах различной степени загрязнённости от 1 до 16 (для чистой воды 0). Большему значению индекса соответствует худшее качество воды.

## Анализируемые показатели и значения ПДК
Анализируются не меньше 15 показателей.
| Показатель                                     | Лимитирующий показатель вредности | ПДК мг/л                                       | Обязательный |
| ---------------------------------------------- | --------------------------------- | ---------------------------------------------- | ------------ |
| Растворенный в воде кислород                   | Общие требования                  | не менее 6                                     | Да           |
| Биохимическое потребление кислорода — БПК5(О2) | Общие требования                  | 2                                              | Да           |
| Аммоний-ион (NH4+)                             | Токсикологический                 | 0,5; N(NH4+) = 0,40                            | Да           |
| Нитрат-ионы (NO3)                              | Токсикологический                 | 40; N(NO3-)=9                                  | Да           |
| Нитрит-ионы (NO2)                              | Токсикологический                 | 0,08; N(NO2-)=0,02                             | Да           |
| Нефть и Нефтепродукты                          | Рыбохозяйственный                 | 0,05                                           | Да           |
| Фенолы                                         | Рыбохозяйственный                 | 0,001                                          | Да           |
| АСПАВ                                          | Токсикологический                 | 0,1                                            |              |
| Железо общее (Fe)                              | Токсикологический                 | 0,1                                            | Да           |
| Медь (Cu2+)                                    | Токсикологический                 | 0,001                                          | Да           |
| Цинк (Zn2+)                                    | Токсикологический                 | 0,01                                           | Да           |
| Хром VI (Cr6+)                                 | Токсикологический                 | 0,02                                           |              |
| Хром III (Cr3+)                                | Санитарно-токсикологический       | 0,07                                           |              |
| Никель (Ni2+)                                  | Токсикологический                 | 0,01                                           | Да           |
| Кобальт (Co2+)                                 | Токсикологический                 | 0,01                                           |              |
| Марганец (Mn2+)                                | Токсикологический                 | 0,01                                           | Да           |
| Свинец (Pb)                                    | Токсикологический                 | 0,006                                          |              |
| Мышьяк (As)                                    | Санитарно-токсикологический       | 0,01                                           |              |
| Ртуть (Hg)                                     | Токсикологический                 | 0,00001                                        |              |
| Кадмий (Cd)                                    | Токсикологический                 | 0,001                                          |              |
| Алюминий (Al)                                  | Токсикологический                 | 0,04                                           |              |
| Олово (Sn)                                     | Токсикологический                 | 0,112                                          |              |
| Ванадий (V)                                    | Токсикологический                 | 0,001                                          |              |
| Молибден (Mo)                                  | Токсикологический                 | 0,001                                          |              |
| Бор (B)                                        | Санитарно-токсикологический       | 0,5                                            |              |
| Фторид анион (F-)                              | Токсикологический                 | 0,75                                           |              |
| Роданиды                                       | Санитарно-токсикологический       | 0,1                                            |              |
| Цианид ион                                     | Токсикологический                 | 0,05                                           |              |
| Метилмеркаптан                                 | Органолептический                 | 0,0002                                         |              |
| Бензол                                         | Токсикологический                 | 0,001                                          |              |
| Фурфурол                                       | Токсикологический                 | 0,01                                           |              |
| Метанол                                        | Санитарно-токсикологический       | 0,1                                            |              |
| Формальдегид                                   | Рыбохозяйственный                 | 0,05                                           |              |
| Полиакриламид                                  | Токсикологический                 | 0,04                                           |              |
| Капролактам                                    | Токсикологический                 | 0,01                                           |              |
| Лигносульфонаты                                | Токсикологический                 | 2                                              |              |
| Лигнин сульфатный                              | Токсикологический                 | 2                                              |              |
| Ксантогенат бутиловый                          | Органолептический                 | 0,001                                          |              |
| Дитиофосфат крезиловый                         | Органолептический                 | 0,001                                          |              |
| Анилин                                         | Токсикологический                 | 0,0001                                         |              |
| Химическое потребление кислорода — ХПК         | Общие требования                  | 15                                             | Да           |
| Сульфиды и сероводород                         | Санитарно-токсикологический       | 0,005                                          |              |
| ДДТ                                            | Токсикологический                 | отсутствие (0,00001)                           |              |
| ГХЦГ                                           | Токсикологический                 | отсутствие (0,00001)                           |              |
| ТЦА-трихлорацетат натрия                       | Токсикологический                 | 0,04                                           |              |
| 2,4 Д-аммонийная соль, дикамин                 | Токсикологический                 | 0,1                                            |              |
| Гексахлорбензол                                | Токсикологический                 | 0,001                                          |              |
| Трифлуралин                                    | Токсикологический                 | 0,0003                                         |              |
| Атразин                                        | Токсикологический                 | 0,005                                          |              |
| Пропазин                                       | Токсикологический                 | 0,002                                          |              |
| Симазин                                        | Токсикологический                 | 0,002                                          |              |
| Диметоат                                       | Токсикологический                 | 0,001                                          |              |
| Паратион-метил                                 | Токсикологический                 | отсутствие (0,00003)                           |              |
| Водородный показатель, pH                      | Общие требования                  | 6,5 — 8,5                                      |              |
| Взвешенные вещества                            | Общие требования                  | не более 0,75 мг/л сверх природного содержания |              |
| Калий (K+)                                     | Санитарно-токсикологический       | 50                                             |              |
| Кальций (Ca2+)                                 | Санитарно-токсикологический       | 180                                            |              |
| Магний (Mg2+)                                  | Санитарно-токсикологический       | 40                                             |              |
| Натрий (Na+)                                   | Санитарно-токсикологический       | 120                                            |              |
| Сульфаты                                       | Санитарно-токсикологический       | 100                                            | Да           |
| Хлориды (Cl-)                                  | Санитарно-токсикологический       | 300                                            | Да           |
| Минерализация                                  | Общие требования                  | 1000                                           |              |
| Фосфаты (по Р)                                 | Санитарно-токсикологический       | 0,2                                            |              |
| Фосфор элементарный                            | Санитарные                        | отсутствие (0,00001)                           |              |

## Методика расчёта
Расчёт значения комбинаторного индекса загрязнённости и относительная оценка качества воды проводятся в 2 этапа: сначала по каждому изучаемому ингредиенту и показателю загрязнённости воды, затем рассматривается одновременно весь комплекс загрязняющих веществ и выводится результирующая оценка. Значение обобщённого оценочного балла по каждому ингредиенту в отдельности может колебаться для различных вод от 1 до 16 (для чистой 0). Большему его значению соответствует более высокая степень загрязнённости воды.

### Расчёт комбинаторного индекса загрязнённости по показателям
По каждому ингредиенту за расчётный период времени для выбранного объекта исследований рассчитываются характеристики:

#### Повторяемость случаев загрязнённости (частота обнаружения концентраций, превышающихПДК)
Оценочный балл рассчитывается как результат линейной интерполяции по следующим диапазонам:
| Повторяемость, % | Характеристика загрязнённости воды | Частный оценочный балл по повторяемости |
| ---------------- | ---------------------------------- | --------------------------------------- |
| [1; 10)          | Единичная                          | [1,2)                                   |
| [10; 30)         | Неустойчивая                       | [2,3)                                   |
| [30; 50)         | Устойчивая                         | [3,4)                                   |
| [50; 100]        | Характерная                        | 4                                       |

#### Среднее значение кратности превышения ПДК
Рассчитывается только по результатам анализа проб, где такое превышение наблюдается. Результаты анализа проб, в которых концентрация загрязняющего вещества была ниже ПДК, в расчёт не включают. Оценочный балл рассчитывается как результат линейной интерполяции по следующим диапазонам:
Для 1-2 класса опасности загрязняющего вещества:
| Кратность превышения ПДК | Характеристика уровня загрязнённости | Частный оценочный балл по кратности превышения |
| ------------------------ | ------------------------------------ | ---------------------------------------------- |
| (1,2)                    | Низкий                               | [1,2)                                          |
| [2,3)                    | Средний                              | [2,3)                                          |
| [3,5)                    | Высокий                              | [3,4)                                          |
| [5,∞)                    | Экстремально высокий                 | 4                                              |

Для 3-4 класса опасности загрязняющего вещества, кроме нефтепродуктов, фенолов, меди, железа общего:
| Кратность превышения ПДК | Характеристика уровня загрязнённости | Частный оценочный балл по кратности превышения |
| ------------------------ | ------------------------------------ | ---------------------------------------------- |
| (1,2)                    | Низкий                               | [1,2)                                          |
| [2,10)                   | Средний                              | [2,3)                                          |
| [10,50)                  | Высокий                              | [3,4)                                          |
| [50,∞)                   | Экстремально высокий                 | 4                                              |

Для веществ 4 класса опасности: нефтепродукты, фенолы, медь, железо общее:
| Кратность превышения ПДК | Характеристика уровня загрязнённости | Частный оценочный балл по кратности превышения |
| ------------------------ | ------------------------------------ | ---------------------------------------------- |
| (1,2)                    | Низкий                               | [1,2)                                          |
| [2,30)                   | Средний                              | [2,3)                                          |
| [30,50)                  | Высокий                              | [3,4)                                          |
| [50,∞)                   | Экстремально высокий                 | 4                                              |

#### Обобщённый оценочный балл
Рассчитывается для показателя как произведение двух чисел: частного оценочного балла по повторяемости случаев загрязнённости и средней кратности превышения ПДК.

### УКИЗВ
Рассчитывается как средний обобщённый оценочный балл по всем анализируемым показателям.

### Коэффициент запаса
Если обобщённый оценочный балл по конкретному показателю превышает 9, то такой показатель является критическим. При количестве критических показателей 6 и более вода без дальнейших расчётов относится к классу «экстремально грязная».
Коэффициент запаса {\displaystyle k} рассчитывается в зависимости от числа критических показателей загрязнённости (КПЗ) {\displaystyle F}:
{\displaystyle k=1-0,1*F}

### Определение класса загрязнённости
В методике расчёта приведена таблица, где границы классов загрязнённости зависят от коэффициента запаса. Тот же результат можно получить, если не менять границы в таблице, а перед подстановкой разделить УКИЗВ на коэффициент запаса {\displaystyle k}
| Класс | Разряд | УКИЗВ / {\displaystyle k} | название             |
| ----- | ------ | ------------------------- | -------------------- |
| 1     |        | < 1                       | условно чистая       |
| 2     |        | 1-2                       | слабо загрязнённая   |
| 3     | a      | 2-3                       | загрязнённая         |
| 3     | б      | 3-4                       | очень загрязнённая   |
| 4     | а      | 4-6                       | грязная              |
| 4     | б      | 6-8                       | грязная              |
| 4     | в      | 8-10                      | очень грязная        |
| 4     | г      | 10-11                     | очень грязная        |
| 5     |        | больше 11                 | экстремально грязная |